# Universidad de Granada (voleibol)
El Club Deportivo de la Universidad de Granada de Granada, España. En la actualidad, tiene a sus equipos sénior de voleibol tanto masculino como femenino situados en las primeras categorías del voleibol español. Los equipos están formados por jóvenes estudiantes universitarios. Jugadores procedentes de estos equipos militan en la actualidad en varios equipos de División de Honor.
El equipo femenino jugó de forma ininterrumpida en la Superliga Femenina, División de Honor, desde la temporada 1994-1995 hasta el descenso en la temporada 2005-2006. En la temporada 2006-2007 consigue la tercera plaza en el grupo B de la Liga FEV, puesto que aunque no le permite participar en la Fase de Ascenso sí le da acceso a la nueva categoría de Superliga 2. Actualmente el equipo femenino se encuentra disputando en primera nacional femenina y el equipo masculino en la categoría de primera andaluza.